# Cooking songs
cooking songs（クッキングソングス）は、東京を中心に活動している「料理」と「音楽」をコンセプトにしたバンド。

## 概要
2014年より、高橋保行（渋さ知らズ）と伴瀬朝彦（片想い）による手作りのディナーショーとして始まった。
2016年に、ケイタイモ（WUJA BIN BIN、exBEAT CRUSADERS）、田島拓（南国ペヤング）、池澤龍作（スガダイロー"Little Blue"）、パニック大原（タムダイ!）が合流。2017年、上運天淳市（田我流とカイザーソゼ）がメンバーとして加入し、現在の7人編成となる。
これまで2枚のアルバムをリリース。高橋、伴瀬が作曲、アレンジを手がける。
イベントでは、元イタリアン・シェフの高橋が作る料理を毎回振る舞っており、料理のレシピはクックパッドにて公開されている。

## 来歴
- 2014年、高橋・伴瀬が荻窪ベルベットサンにて「料理」と「音楽」をコンセプトにした、手作りのディナーショー『Cooking Song』を開始。
- 2015年、田島、池澤がサポートとしてゲスト参加。
- 2016年、ケイタイモ、大原が加入しバンド「cooking songs」を結成。フリージャズ・ポップ・ミュージックへ。
- 2016年、1st アルバム 『cooking songs』 をリリース。
- 2017年、上運天がメンバーに加入。

## メンバー
高橋保行（たかはし やすゆき、1972年8月22日 - ）
ボーカル、トロンボーン、料理。
作詞・作曲を手掛ける。渋さ知らズ、藤井郷子オーケストラ メンバー。
伴瀬朝彦 （ばんせ ともひこ、1979年1月4日 - ）
ボーカル、ピアノ、キーボード、料理＆ゆで卵担当。
作詞・作曲を手掛ける。片想い、ホライズン山下宅配便 メンバー。
ケイタイモ（けいたいも、1973年1月22日 - ）
ベース、コーラス。WUJA BIN BIN 主宰。ex.BEAT CRUSADERS メンバー。
自身のInstagramにて、ほっこり日常マンガ『家も頑張れお父ちゃん！ 』を毎日連載中。
田島拓（たじま たく、1978年4月19日 - ）
ギター、コーラス。南国ペヤング メンバー。
池澤龍作（いけざわ りゅうさく、1977年6月28日 - ）
ドラムス。スガダイロー”Ⅼittle Blue”、WUJA BIN BIN メンバー。
上運天淳市（かみうんてん じゅんいち、1977年12月14日 - ）
アルト・サックス。田我流とカイザーソゼ、WUJA BIN BIN メンバー。
パニック大原（ぱにっく おおはら、1989年6月6日 - ）
テナー・サックス。タムダイ! 主宰。

## ディスコグラフィー

### アルバム
|                | 発売日         | タイトル                           | 規格品番  | 収録曲 | 備考 |
| -------------- | -------------- | ---------------------------------- | --------- | --- | --- |
| 1st            | 2016年11月9日  | Cooking Song                       | VSP-0015  | 1. cooking songのテーマ 2. あえないソウル 3. Com in Home 4. Life 5. ジャックおじさん 6. Morning Song 7. Bone Saito 8. O in the O 9. Long Wrong Time 10. カナリアは鳴いている 11. あいたい 12. Yadokari | VELVETSUN PRODUCTSから発売 |
| 2nd            | 2018年6月27日  | Curry Rice                         | VSP-0018  | 1. カレーライス feat. mmm 2. ドラマ 3. みる＊きく＊いう 4. 影と踊る 5. ドミソのうた 6. Sunday 7. 夢の舟乗り（「キャプテン・フューチャー」主題歌） 8. わすれる                                          | VELVETSUN PRODUCTSから発売 カレーライスは（東宝映画「カレーライス Curry and Rice」（主演：井之脇海、安藤ニコ）主題歌 夢の舟乗りはアニメ「キャプテン・フューチャー」主題歌のカバー |
| 7inch バイナル | 2018年12月12日 | カレーライス feat.mmm / 夢の舟乗り | VSP-00181 | 1. カレーライス feat. mmm 2. 夢の舟乗り（「キャプテン・フューチャー」主題歌） | JET SETから発売 カレーライスは（東宝映画「カレーライス Curry and Rice」（主演：井之脇海、安藤ニコ）主題歌 夢の舟乗りはアニメ「キャプテン・フューチャー」主題歌のカバー            |

## ミュージックビデオ
| 監督               | 曲名                                              |
| 奥野俊作           | 「カレーライス feat. mmm」                        |
| 前田菜々美（前髪） | 「Life」「夢の舟乗り(キャプテン・フューチャー) 」 |
| 大原巧             | 「Come in Home」                                  |

## 主なライブ

### ワンマンライブ・主催イベント
- 2016年11月17日 - 自主企画「cooking songs 1st Album "Cooking Song" 発売記念ライブ」対バン：NRQ
- 2017年、1stアルバム『Cooking Song』発売記念として初ツアーを行った。豊田、神戸、京都にて公演。
- 2017年3月5日 - 自主企画「らいぶ・ぶらんち #1」対バン：1983
- 2017年5月16日 - 2マン企画 Hei Tanaka × cooking songs
- 2017年6月11日 - 自主企画「新宿ピット・イン 夜の部 初ワンマン！」
- 2017年9月16日 - 共同企画「らいぶ・ぶらんち #2 cooking songs with 渋谷菌友会」
- 2017年10月19日-10月21日 - ツアー企画 cooking songs 1st Album "Cooking Song" 発売記念ツアー 対バン：神戸 Alfred Beach Sandal、京都 ビバ☆シェリー+VJ徳丸雅士
- 2018年、2ndアルバム『Curry Rice』発売記念としてツアーを行った。富山、名古屋、渋谷、広島、大阪、知多にて公演。
- 2018年1月13日 - 自主企画「らいぶ・ぶらんち #3」対バン：菅原慎一（シャムキャッツ）BAND
- 2018年2月18日 - 自主企画「Comin’ Home vol.1 ワンマン！」
- 2018年3月3日 - 共同企画「らいぶ・ぶらんち #4 〜cooking songsとermhoiと渋谷菌友会〜」対バン：ermhoi
- 2018年4月15日 - cooking songs 2nd Album "Curry Rice" 超先行試聴・お花見会
- 2018年6月17日 - 新宿ピット・イン  夜の部 ワンマン with mmm
- 2018年7月22日 - “Comin’ Home vol.2“
- 2018年8月19日-8月26日 - ツアー企画 cooking songs 2nd Album "Curry Rice" 発売記念ツアー 対バン： 優河、Gofish、中ムラサトコ×タカダアキコ×Ren、THE YAKETY YAKS
- 2018年8月22日 - WWW  2nd Album "Curry Rice" 発売記念 ワンマン ゲスト：mmm、DJ：やけのはら、髙城晶平(cero)

### 出演イベント
- 2016年12月03日 - ノイズ中村10周年フェス「おパーティー！」
- 2017年7月23日 - COMMUNICATION vol.64
- 2017年10月12日 - TOYOTA ROCKFESTIVAL 2017
- 2018年4月12日 - 下北沢レコードpresents 馬喰町バンド と cooking songs
- 2018年5月5日 - Go! Curry! Gone! wanna eat CURRY in Tokyo
- 2018年5月19日 - WALK INN FES! 2018
- 2018年5月19日 - UMEJAM 2018